# Exposición General de las Islas Filipinas
La Exposición General de las Islas Filipinas, también conocida simplemente como Exposición de Filipinas, se celebró en Madrid en 1887. De la organización de la exposición se encargó el Ministerio de Ultramar, y tenía como objetivo reforzar la imagen del Imperio español en un momento de decadencia.

## Concepción
La idea de organizar una exposición de productos filipinos brotó en 1886 del Consejo de Filipinas y de las posesiones del Golfo de Guinea, que había nacido tres lustros antes, en 1870. Esta institución puso al corriente de sus intenciones al Ministerio de Ultramar, entonces encabezado por Germán Gamazo, que se encargó de bosquejar un proyecto de decreto que se sometió a la aprobación de la reina regente, María Cristina de Habsburgo-Lorena. «Los productos del suelo y los veneros de riqueza de aquellas islas feracísimas no son debidamente conocidos; y esta ignorancia en que vive la Metrópoli contiene acaso la explicación de que no se hayan establecido grandes corrientes de comercio que impulsen la agricultura e industrias de la Península y el Archipiélago, a la vez que fortalecen los indisolubles lazos de la patria», arguyó el ministro, que no descartaba complementar la exposición con otra celebrada en Manila en la que se dieran a conocer productos de la península. «En la política de la colonización entran como procedimientos indiscutibles todos aquellos que tienden a anudar relaciones comerciales fáciles y ventajosas entre las colonias y la Metrópoli y a encauzar la emigración, de suerte que por ella la patria infunda su cultura, su civilización y su vida en los pueblos a quienes ha extendido su protectorado. La Exposición proyectada puede, por tanto, realizar estos dos fines, y contribuir con los poderosos estímulos del interés a evitar a los ciudadanos españoles las decepciones y miserias que sufren en suelos extraños, y a mantener en los lealísimos habitantes del Archipiélago su amor a la madre patria y el respeto que profesan a las instituciones», abundaba en el escrito dirigido a la regente.
En un primer real decreto de 19 de marzo de 1886, se esbozó ya cómo se repartirían las tareas, qué premios se iban a conceder en el transcurso de la exposición y una primera fecha para el comienzo, la del 1 de abril, que luego se cambiaría. Abandonada la idea de darle comienzo tan pronto, el 30 de abril, cuando Gamazo ya había cesado en el cargo y había sido sustituido por Víctor Balaguer, se aprobó por real orden el proyecto final. Este último puso la firma a unas páginas en las que, entre otros asuntos, se delimitaban las secciones y grupos de las diferentes actividades que se iban a celebrar. Había un total de ocho secciones y ochenta y dos grupos, incluidos algunos como «Geografía», «Meteorología y magnetismo terrestre», «Orografía», «Hidrografía», «Antropología», «Biología», «Geología», «Mineralogía», «Religiones y ritos», «Agricultura y horticultura», «Riqueza pecuaria», «Imprenta», «Instrucción pública», «Ciencias y Artes» y «Bellas Artes».

## Desarrollo

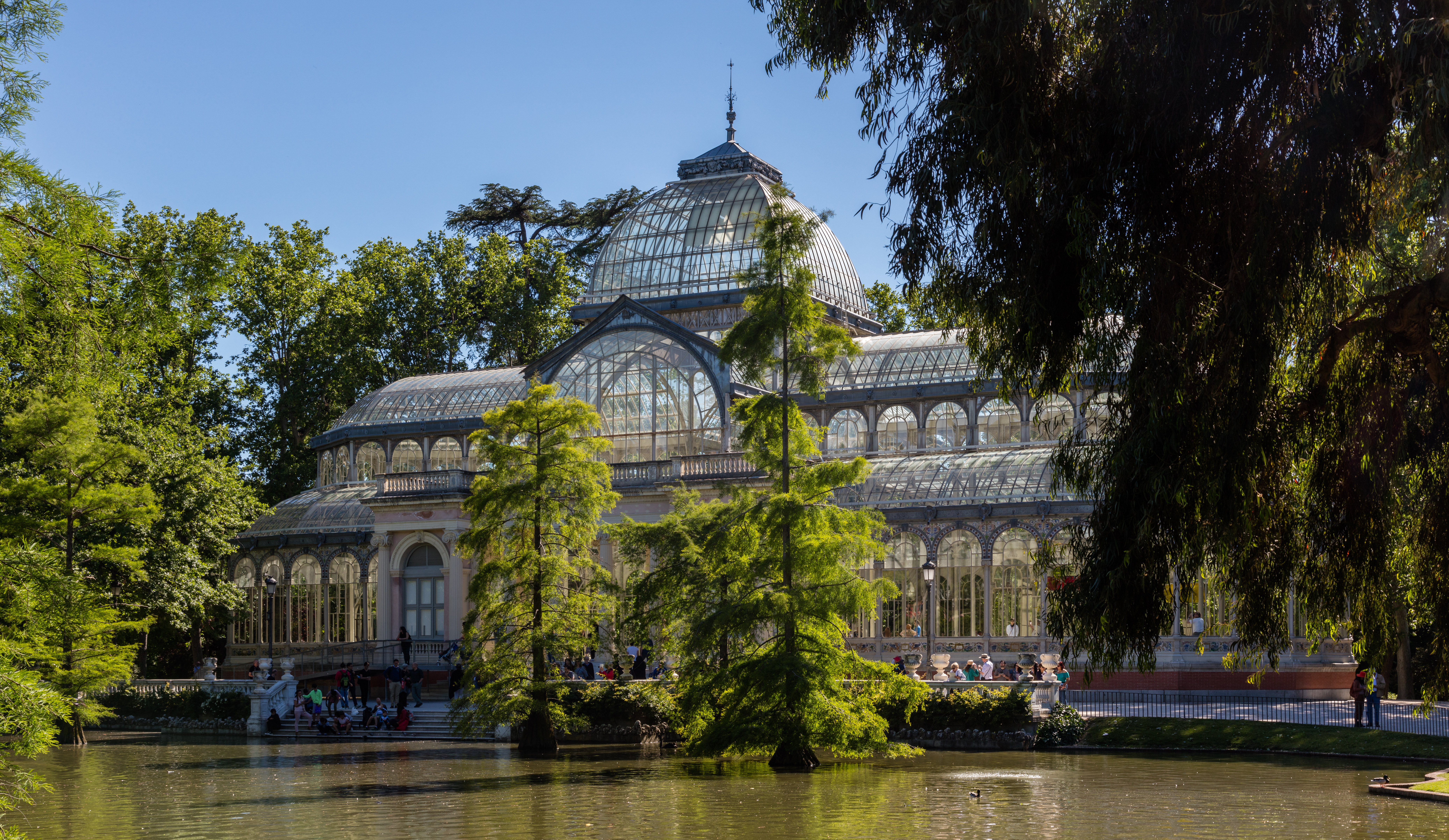
El Palacio de Cristal, diseñado para acoger la exposición

El matritense parque del Buen Retiro, como ya había hecho cuatro años antes con la de Minería, Artes Metalúrgicas, Cerámica, Cristalería y Aguas Minerales de 1883, albergó la exposición. El Palacio de Cristal, también conocido en la época como Pabellón de Cristal, se construyó con el objetivo de servir para la exposición, aunque se tenía pensado dedicarlo posteriormente a albergar un museo ultramarino. El palacio, pegado al clasicismo griego y dispuesto en tres naves y con una longitud de cincuenta y cuatro metros de nave a nave por veintiocho de fondo, se erigió empleando hierro y más de 2500 metros cuadrados de cristal. Según lo previsto por el arquitecto que dirigió las obras, Ricardo Velázquez Bosco, la cúpula se elevaba hasta los veinticuatro metros de altura, y se accede a ella por una gran escalinata. La portada, sobre la que descansa una extensa terraza entonces coronada por la bandera nacional, se sostiene gracias a ocho columnas exteriores y dos interiores.
A la inauguración de la exposición —presidida por la reina regente el 30 de junio de 1887—, acudieron representantes de la Corte, el Gobierno y el cuerpo diplomático, así como un nutrido grupo de invitados particulares. También asistió Víctor Balaguer,
a la sazón ministro de Ultramar, cuyo predecesor en el cargo había sido el principal impulsor de la cita. En un pabellón principal, sito a la entrada del recinto y del que ya se había hecho uso también para la celebración de una edición de la Exposición Nacional de Bellas Artes, se dispusieron en varios salones productos de arte, de la industria y de la naturaleza, todos llegados desde las Islas Filipinas. En su crónica para La Ilustración Española y Americana, José Fernández Bremón se refería así a lo que durante aquellos días se expuso:

No hemos visto a nadie recorrer con indiferencia aquellas hermosas colecciones de objetos que corresponden en lo industrial a otra civilización, y en lo natural casi se podría afirmar que a otro planeta. Los tipos de las diversas razas y sus mezclas, los trajes, las armas, las habitaciones, los barcos, los sepulcros, y hasta la forma de los cráneos, todo es curioso y distinto de lo nuestro; las frutas y las maderas preciosas de sus bosques; las conchas enormes, caprichosas y brillantes; los peces de formas increíbles y fantásticas; los minerales; las tortugas, los caimanes y serpientes disecadas; los finísimos tejidos y bordados, que contrastan con los recios cables de abaca; las muestras de algodón y de tabaco; los muebles caprichosos y elegantes, destinados a una raza muelle y sibarita, extrañan junto al humilde petate de otra, que el único lecho de otra gente sin necesidades. Esto sin contar los prodigios de habilidad y de paciencia, de tejidos y toda clase de labores, que llaman la atención de los curiosos y hacen de esta Exposición la más entretenida y agradable de cuantas en Madrid se han conocido

No se puede compendiar en una parte de la Crónica la representación de los tres reinos y de la industria humana en aquella región maravillosa que empieza en la isla de Luzón y termina en el archipiélago de Joló, laberinto de islas, estrechos y canales; aquellas tierras, a medio explotar algunas, que tanta variedad ofrecen en sus montañas, ríos, torrentes y volcanes.

## Zoológico humano y contenido de la exposición
La exposición exhibió a un grupo de entre cuarenta y cincuenta personas filipinas junto a productos y plantas locales, recreando en el lago del palacio el «hábitat natural» de los indígenas filipinos. Se trató del primer zoológico humano en época moderna en España, y tras su éxito de afluencia empresas privadas organizaron nuevas exposiciones de personas no europeas, tanto de colonias españolas como de otros países, en una práctica que existió hasta 1942. Durante la exposición fallecieron al menos cuatro personas filipinas.

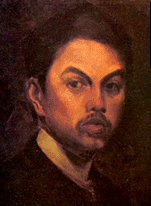
Autorretrato de Juan Luna y Novicio, abanderado de la pintura filipina en la exposición

En el pabellón también se dispusieron puestos para apreciar arte e instrumentos llegados desde allí. El pabellón central se dividió en diferentes secciones, como «Geografía, Meteorología, Antropología, Geología y Mineralogía» y la de «Agricultura, Horticultura y riqueza pecuaria». Se expusieron, además, objetos procedentes de otras islas colonizadas como las Marianas, las Carolinas y Palaos. Se reservó, asimismo, espacio para la pintura y la escultura. De la primera disciplina fue abanderado, entre otros, Juan Luna y Novicio, mientras que como escultores destacados figuraron en la exposición obras de Isabelo Tampinco, Serapio Tolentino, Vicente Francisco Dionisio —que ganó durante estos días el derecho a una plaza para estudiar en la Escuela Central de Artes y Oficios—, Melesio Figueroa y Juan Flameño. En el apartado musical, Luis Vicente de Arche presentó su Lira filipina. Por su parte, Abelardo Cuesta Cardenal presentó junto a un Aramburu una máquina pensada para desfibrar el abacá, que pretendía mejorar la producción sin perjudicar al obrero.